# リオ・サン・フアン・デ・ニカラグアの戦い
リオ・サン・フアン・デ・ニカラグアの戦い（リオ・サン・フアン・デ・ニカラグアのたたかい、英語: Battle for the Río San Juan de Nicaragua）は七年戦争および英西戦争中の1762年7月から8月にかけて、ジャマイカ総督のウィリアム・リトルトンがニカラグアのグラナダに遠征して占領しようとした戦闘。

## 背景
イギリスは18世紀を通してニカラグアを攻撃し続けたが、これは中央アメリカの植民地化をミスキート海岸の南に拡大する、ニカラグアが太平洋と大西洋を繋ぐ道に位置する、の2つの理由による。1740年3月16日、イギリスのジョージ2世とミスキート族の王エドワード1世が友好同盟条約を締結した。条約により、ミスキート海岸はイギリスの保護国になり、イギリスはミスキート人に近代の武器を供与した。その後、ミスキート族はアメリカ独立戦争でイギリスに味方し、スペイン植民地を攻撃して数回勝利した。
イギリスとスペインは1739年から1748年までジェンキンスの耳の戦争を戦い、また紛争が拡大して両国はオーストリア継承戦争に巻き込まれた。この時は1748年のアーヘンの和約と1750年のマドリード条約で和解した。
1756年に七年戦争が勃発すると、スペインは中立を宣言した。しかし、スペインの中立政策は同年12月26日にイギリスの私掠船アンティガリカンがフランス船のパンティエーヴを拿捕したときに破られた。イギリス船の船長が両艦をカディス湾に連れていくと、スペイン政府は両艦とも勾留、パンティエーヴはフランスに返還すべきで、アンティガリカンは賠償としてフランスに与えるべきであるとした。イギリスは激怒したが軍事行動は起こさなかった。この事件でイギリス・スペイン関係は冷却しはじめた。
七年戦争が進展するにつれ、スペインはフランスのイギリスに対する連敗がスペインの利益に悪影響を与えることを懸念した。1761年8月15日、スペイン王カルロス3世はフランス王ルイ15世と第三次家族協約を締結、同盟を成立させた。これで参戦を決定したスペインはさらに秘密協定でイギリスとの戦争を準備した。
スペインの目的はイギリス領のジブラルタルとジャマイカの占領にあった。
イギリスは1762年1月4日にスペインに宣戦布告し、18日にはスペインもイギリスに宣戦布告した。イギリスはすぐさまキューバとフィリピンを占領、ジャマイカ総督のウィリアム・リトルトンもニカラグア遠征を計画した。遠征の計画ではサン・フアン川を上ってニカラグア湖に着き、そしてグラナダを占領することでスペイン領アメリカの南部と北部の連絡を切り、太平洋への出口も獲得することになる。しかし、それにはまず最大の障害である処女降誕要塞を占領する必要があった。
ニカラグア戦役は1762年6月、ニカラグアの暫定総督メルチョル・ビダル・デ・ロルカ・イ・ビリェーナの在任中におこった。イギリス遠征軍の扇動と援助のもと、ミスキート人のフィリバスターたちはマティーナのココア農園を攻撃した。翌月、彼らはヒノテガ、アコヤパ、エル・コラル、サン・ペドロ・デ・ロバゴ、フイカルパとムイ・ムイ近くのアポンプア布教本部などの無抵抗な集落を襲撃し、家屋を焼き討ちにし、スペイン人を捕虜にした。捕虜は多くが奴隷としてイギリス商人に売却され、ジャマイカに移送された。
イギリスとミスキート人の遠征軍は7月にサン・フアン川を上り、処女降誕要塞に向かった。遠征軍は兵士が2,000人以上で船も50隻以上あり、一方で守備軍は100人程度であった。しかも、要塞の指揮官フアン・デ・エレーラ・イ・ソウトマイヨールは重病にかかっていた。彼の娘で19歳だったラファエラ・エレーラは命をかけて要塞を守ると父親に誓った。結局、指揮官のエレーラは7月15日と17日の間に死去、ドン・フアン・デ・アギーラ・イ・サンタクルーズが駐留軍の暫定な指揮官に就任した。

## 戦闘

1701年から1785年までスペインの海岸における要塞で使われた旗

遠征軍は1762年7月26日に要塞に到着した。朝4時、要塞の哨戒兵が東のバルトラ川とサン・フアン川の合流点にある監視所の方角からの砲声を聞いた。遠征軍はその直後に監視所を占領、その守備軍を捕虜にした。そして、捕虜から指揮官のエレーラが直近に死亡したことと、そのせいで要塞が混乱に陥っていることがわかった。その数時間後、遠征軍の指揮官は要塞に使者を派遣、無条件降伏を要求した。アギーラの副官であった軍曹は降伏するつもりだったが、ラファエラは守備軍の臆病さにしびれを切らして、「あなたがたは軍隊の義務を忘れたのか？敵に易々と、このニカラグアの州とあなたの家族を守る要塞の奪取を許すのか？」と叱った。亡き父祖の気概に支えられたラファエラは、野蛮なミスキート人に降伏することで自身に降りかかる危険を理解していたこともあり、要塞の降伏に強く反対し、徹底抗戦を主張した。彼女は要塞のゲートに鍵をかけ、その鍵をしまい、そして歩哨を配置した。
要求を拒否された遠征軍は散兵だけで要塞を占領できるとたかをくくった。武器の訓練を受けたラファエラは油断した遠征軍に砲撃、3発でイギリス士官を1人殺した。イギリス軍はこの出来事に激怒、戦闘旗を掲げて要塞を猛攻した。駐留軍はラファエラの勇敢さに元気付けられ、激しく抵抗して、夜も続いた戦闘で遠征軍に大損害を与えた。そして、ラファエラはアルコールに浸かったシーツを木の枝に載せて川に浮かべ、点火して下流の敵船に向けて流した。この思いがけない行動で遠征軍は攻撃を中止して守備につくことを余儀なくされた。次の日、遠征軍は要塞を包囲したが進展はなかった。
アギーラもラファエラの気概で元気を出し、その後6日間の包囲戦で勝利した。ラファエラはその間に砲手として働き、遠征軍が七年戦争のほかの戦場で戦うために8月3日に撤退するまで要塞を守り抜いた。遠征軍はサン・フアン川の河口まで撤退してカリブ海への海運を妨害した。

## その後
要塞のスペイン守備軍にとっては幸運なことに、スペインとイギリス本国は11月にフォンテーヌブローで和平交渉をはじめ、翌年の2月10日のパリ条約にこぎつけた。イギリスが占領したキューバとマニラを返還する代わりにスペインはフロリダを割譲した。
1779年にスペインがアメリカ独立戦争に参戦すると、ジャマイカ総督のジョン・ダリングは再度の遠征を提案、1780年に実行に移した。今度はジョン・ポルソンとホレーショ・ネルソンが要塞を攻撃、4月29日にフアン・デ・アイーサ（後にニカラグア総督に就任）率いる守備軍228人を降伏させた。当時22歳のネルソンは28門フリゲートのヒンチンブルックの艦長で、密林を抜けて要塞の背後の山から攻撃する任務についた。イギリス軍は要塞を1781年1月に放棄するまでの9か月間占領した。